# Canoa/kayak ai Giochi della XXXI Olimpiade - C1 200 metri maschile
La gara di velocità C1, 200 metri, per Rio de Janeiro 2016 si è svolta alla Laguna Rodrigo de Freitas dal 17 al 18 agosto 2016.

## Regolamento della competizione
La competizione prevede due batterie di qualificazione, una semifinale e una finale. I primi cinque classificati e il miglior sesto nelle batterie di qualificazione accedono alle semifinali. I primi due classificati e i migliori terzi delle tre semifinali accedono alla finale "A", per l'assegnazione delle medaglie. Gli altri otto più veloci accedono alla finale "B".

## Programma
| Data                     | Ora         | Round               |
| ------------------------ | ----------- | ------------------- |
| Mercoledì 17 agosto 2016 | 09:16 10:42 | Batterie Semifinali |
| Giovedì 18 agosto 2016   | 09:16       | Finale              |

## Risultati
| FA | Qualificato in finale A (per le medaglie)                       |
| FB | Qualificato in finale B (non per le medaglie)                   |
| Q  | Qualificato al turno successivo per posizione in qualificazione |

### Batterie

#### Batteria 1
| Pos. | Atleta            | Paese    | Tempo  | Note |
| ---- | ----------------- | -------- | ------ | ---- |
| 1    | Alfonso Benavides | Spagna   | 40"610 | Q    |
| 2    | Oleg Tarnovschi   | Moldavia | 40"852 | Q    |
| 3    | Jurij Čeban       | Ucraina  | 41"220 | Q    |
| 4    | Zaza Nadiradze    | Georgia  | 41"423 | Q    |
| 5    | Li Qiang          | Cina     | 41"456 | Q    |
| 6    | Tomasz Kaczor     | Polonia  | 42"450 |      |
| 7    | Khaled Houcine    | Tunisia  | 42"499 |      |

#### Batteria 2
| Pos. | Atleta           | Paese      | Tempo  | Note |
| ---- | ---------------- | ---------- | ------ | ---- |
| 1    | Thomas Simart    | Francia    | 40"415 | Q    |
| 2    | Isaquias Queiroz | Brasile    | 40"522 | Q    |
| 3    | Hélder Silva     | Portogallo | 40"578 | Q    |
| 4    | Mark Oldershaw   | Canada     | 40"972 | Q    |
| 5    | Dagnis Iļjins    | Lettonia   | 44"125 | Q    |
| 6    | Joaquim Lobo     | Mozambico  | 44"949 |      |

#### Batteria 3
| Pos. | Atleta          | Paese      | Tempo  | Note |
| ---- | --------------- | ---------- | ------ | ---- |
| 1    | Andrej Krajtor  | Russia     | 39"985 | Q    |
| 2    | Jonatán Hajdu   | Ungheria   | 40"147 | Q    |
| 3    | Martin Fuksa    | Rep. Ceca  | 40"311 | Q    |
| 4    | Timur Khaidarov | Kazakistan | 40"492 | Q    |
| 5    | Stefan Kiraj    | Germania   | 41"198 | Q    |
| 6    | Marcos Pulido   | Messico    | 41"910 | Q    |

#### Batteria 4
| Pos. | Atleta              | Paese       | Tempo  | Note |
| ---- | ------------------- | ----------- | ------ | ---- |
| 1    | Valentin Demyanenko | Azerbaigian | 39"749 | Q    |
| 2    | Henrikas Žustautas  | Lituania    | 40"048 | Q    |
| 3    | Carlo Tacchini      | Italia      | 41"368 | Q    |
| 4    | Adel Mojallali      | Iran        | 41"650 | Q    |
| 5    | Angel Kodinov       | Bulgaria    | 42"694 | Q    |
| 6    | Ferenc Szekszárdi   | Australia   | 44"292 |      |

### Semifinali

#### Semifinale 1
| Pos. | Atleta             | Paese      | Tempo  | Note |
| ---- | ------------------ | ---------- | ------ | ---- |
| 1    | Isaquias Queiroz   | Brasile    | 39"659 | FA   |
| 2    | Alfonso Benavides  | Spagna     | 40"038 | FA   |
| 3    | Li Qiang           | Cina       | 40"066 | FA   |
| 4    | Martin Fuksa       | Rep. Ceca  | 40"311 | FB   |
| 5    | Timur Khaidarov    | Kazakistan | 41"079 | FB   |
| 6    | Henrikas Žustautas | Lituania   | 41"187 | FB   |
| 7    | Angel Kodinov      | Bulgaria   | 42"925 |      |

#### Semifinale 2
| Pos. | Atleta          | Paese    | Tempo  | Note |
| ---- | --------------- | -------- | ------ | ---- |
| 1    | Andrej Krajtor  | Russia   | 40"394 | FA   |
| 2    | Thomas Simart   | Francia  | 40"670 | FA   |
| 3    | Oleg Tarnovschi | Moldavia | 40"715 | FB   |
| 4    | Carlo Tacchini  | Italia   | 41"468 | FB   |
| 5    | Marcos Pulido   | Messico  | 42"283 | FB   |
| 6    | Adel Mojallali  | Iran     | 42"386 |      |
| 7    | Dagnis Iļjins   | Lettonia | 45"082 |      |

#### Semifinale 3
| Pos. | Atleta              | Paese       | Tempo  | Note |
| ---- | ------------------- | ----------- | ------ | ---- |
| 1    | Zaza Nadiradze      | Georgia     | 40"146 | FA   |
| 2    | Valentin Demyanenko | Azerbaigian | 40"298 | FA   |
| 3    | Jurij Čeban         | Ucraina     | 40"590 | FA   |
| 4    | Jonatán Hajdu       | Ungheria    | 40"718 | FB   |
| 5    | Hélder Silva        | Portogallo  | 41"162 | FB   |
| 6    | Stefan Kiraj        | Germania    | 43"171 |      |
| 7    | Mark Oldershaw      | Canada      | 43"357 |      |

### Finali

#### Finale B
| Pos. | Atleta             | Paese      | Tempo  | Note |
| ---- | ------------------ | ---------- | ------ | ---- |
| 1    | Martin Fuksa       | Rep. Ceca  | 39"760 |      |
| 2    | Jonatán Hajdu      | Ungheria   | 39"811 |      |
| 3    | Henrikas Žustautas | Lituania   | 40"230 |      |
| 4    | Oleg Tarnovschi    | Moldavia   | 40"280 |      |
| 5    | Hélder Silva       | Portogallo | 40"388 |      |
| 6    | Timur Khaidarov    | Kazakistan | 40"549 |      |
| 7    | Carlo Tacchini     | Italia     | 40"549 |      |
| 8    | Marcos Pulido      | Messico    | 42"098 |      |

#### Finale A
| Pos. | Atleta              | Paese       | Tempo  | Note            |
| ---- | ------------------- | ----------- | ------ | --------------- |
|      | Jurij Čeban         | Ucraina     | 39"279 | Record olimpico |
|      | Valentin Demyanenko | Azerbaigian | 39"493 |                 |
|      | Isaquias Queiroz    | Brasile     | 39"628 |                 |
| 4    | Alfonso Benavides   | Spagna      | 39"649 |                 |
| 5    | Zaza Nadiradze      | Georgia     | 39"817 |                 |
| 6    | Andrej Krajtor      | Russia      | 40"105 |                 |
| 7    | Li Qiang            | Cina        | 40"143 |                 |
| 8    | Thomas Simart       | Francia     | 40"180 |                 |